# Malabergssjön
Malabergssjön är en sjö i Värnamo kommun i Småland och ingår i Helge ås huvudavrinningsområde. Sjön är 3,3 meter djup, har en yta på 0,171 kvadratkilometer och befinner sig 165,1 meter över havet. Sjön avvattnas av vattendraget Ålabäcken. Vid provfiske har bland annat abborre, braxen, gers och gädda fångats i sjön.

## Delavrinningsområde
Malabergssjön ingår i det delavrinningsområde (630743-140657) som SMHI kallar för Utloppet av Fenen. Medelhöjden är 171 meter över havet och ytan är 8,56 kvadratkilometer. Det finns inga delavrinningsområden uppströms utan avrinningsområdet är högsta punkten. Ålabäcken som avvattnar avrinningsområdet har biflödesordning 3, vilket innebär att vattnet flödar genom totalt 3 vattendrag innan det når havet efter 173 kilometer. Delavrinningsområdet består mestadels av skog (68 procent). Avrinningsområdet har 1,95 kvadratkilometer vattenytor vilket ger det en sjöprocent på 22,8 procent.

## Fisk
Vid provfiske har följande fisk fångats i sjön:
- Abborre
- Braxen
- Gärs
- Gädda
- Mört